# Zunft zu Wiedikon
Die Zunft zu Wiedikon ist eine der klassischen Quartierzünfte der Stadt Zürich. Sie wurde 1897 gegründet.

## Geschichte der Zunft
Im Mittel- und Spätmittelalter spielten die Handwerkerszünfte und die Constaffel eine wichtige Rolle im politischen Leben der Stadt Zürich. Daneben hatten sie auch berufsständische, militärische und gesellschaftliche Funktionen. Im Laufe des 19. Jahrhunderts verloren die 12 historischen Zünfte und die Gesellschaft zur Constaffel ihre politische Bedeutung. Mit den Eingemeindungen verspürten die Quartierbewohner ihrerseits das Bedürfnis, ihre Quartiertradition mit der Gründung von Zünften zu bewahren.
Die Zunft zu Wiedikon wurde 1897, vier Jahre nach der Eingemeindung, gegründet. Die Gründer hatten zwei Ziele vor Augen: *einerseits wollten sie nunmehr richtige Stadtzürcher sein und folgerichtig auch am Sechseläuten teilnehmen;
- anderseits galt es, die Traditionen der einstigen Dorfgemeinde Wiedikon zu wahren und späteren Generationen weiterzugeben.

Bereits ein Jahr später schaffte die junge Zunft ihr eigenes Banner an. Das ehemalige Wiediker Gemeindewappen, nunmehr das Zunftwappen im Zentrum des Banners, zeigt den Reichsapfel, wie er im Wappenbuch von Conrad Meyer von 1674 belegt ist.
Die Eingemeindung setzte den Schlusspunkt unter die lange Geschichte, die damit begonnen hatte, dass der Alemanne Wiedo für sich und seine Sippe, die Wiedinge, den Bühlhügel als Wohnsitz auserkoren hatte. Die „Höfe der Wiedinge“ erscheinen in der damaligen Sprache als „Viedinc hova“ in einer Urkunde aus dem Jahr 889. Ein weiteres Schlüsseldokument ist eine Urkunde aus dem Jahr 1259, die aussagt, dass Wiedikon zu jener Zeit ein königlicher Reichshof war. Diese Urkunde liegt der Sechseläute-Kostümierung der Zunft zu Wiedikon zugrunde.

### Sechseläutenumzug der Wiedikoner Zunft
Adelige, vornehme Bürger und Geistliche aus der nahen Stadt kamen nach Wiedikon geritten oder marschiert, sei es zu einem Gerichtstag, sei es zu einem Jagdausflug und die Bauern und Handwerker von Wiedikon, diese natürlich allesamt zu Fuss, schlossen sich dem vornehmen Zug an. So präsentiert sich die Zunft zu Wiedikon am Zürcher Frühlingsfest, dem Sechseläuten. Neben historisch beglaubigten Personen kommen auch erfundene vor, und im Fussvolk sind Handwerksberufe vertreten, die es weder damals noch später im Dorf Wiedikon gegeben hat. Damit soll unterstrichen sein, dass der Sechseläutenumzug auch eine spielerische Note haben darf und soll. Die Kostümen sind historisch so korrekt wie nur möglich. Für die zeitgerechte Kostümgestaltung standen in der – nur wenige Jahrzehnte nach 1259 entstandenen – Manessischen Liederhandschrift Bildervorlagen zur Verfügung.
Den Schluss des Zuges bildet der fünfspännige Zunftwagen – heute gefahren vom internationalen Viererzugvizeweltmeister Hanspeter Rüeschlin – mit dem Modell der Friesenburg, welche wohl in der Zeit um 1259 auf einem Sporn auf halber Höhe des Üetlibergs erbaut worden ist und deren Grundmauern restauriert wurden. Dort lebte ein Ritter und wachte über die Viehherde, die zum Schweighof im Friesenberg gehörte und natürlich für Räuber und Viehdiebe eine Verlockung war.
Als die Urkunde von 1259 erstellt wurde, regierten die mächtigen Freiherren von Eschenbach-Schnabelburg als Vögte über den Reichshof Wiedikon. Später ging die Vogtei an andere Geschlechter, die Müllner, die Glentner, die Schwend über. Diese hatten sich das Bürgerrecht hinter den schützenden Mauern der Stadt Zürich gesichert. So geriet Wiedikon immer mehr unter die Macht der nahen Stadt. Trotzdem lebten die Wiediker gut als Bauern, Ziegelbrenner und Fuhrhalter.

## Das Zunfthaus zum „Falken“
Die Geschichte des Restaurant „Falken“, welches der Zunft zu Wiedikon seit 1897 als Zunfthaus dient, geht zurück auf 1620 als der Rat von Zürich den Wiedikern gestattete, das Haus des Heinrich Keller zu kaufen und als Schule und Gesellenhaus (Gemeindehaus) zu nutzen. Mit der Zeit entstand eine Wirtschaft, welche 1756 „Gemeindetaverne zum Reichsapfel“ genannt wurde. Nach der Renovation 1842 wurde sie zum „Falken“ umbenannt. 1880 verkaufte die Gemeinde den „Falken“ aus Geldmangel an einen Privaten. Nach mehreren Handwechseln ging die Liegenschaft 1907 an die Stadt Zürich über, in deren Eigentum sie heute noch ist. In den Jahren 1971 und 1988 wurde der „Falken“ nochmals umfassend renoviert bzw. umgebaut.
Bereits im 17. Jahrhundert fand im heutigen Falken – damals noch Gesellenhaus – der alljährliche Bürgertrunk zu Beginn des neuen Jahres statt. Es wurde gegessen und gefeiert. Mit der Eingemeindung ging dieser Brauch verloren. Die Tradition des Bürgertrunkes wurde anlässlich des 90 Jahrjubiläums der Zunft zu Wiedikon wieder zu neuem Leben erweckt. Dem gemeinsamen Gottesdienst in der Bühlkirche, musikalisch umrahmt durch das Zunftspiel, folgt der traditionelle Bürgertrunk im Kirchgemeindehaus.

## Die Reitgesellschaft Wiedikon (RGW)
Einen markanten Beitrag im Umzug zum Feuer leisten die Reiter der Zunft zu Wiedikon. Sie gehören alle zur Reitgesellschaft Wiedikon, welche 1907 gegründet wurde und schon ein Jahr später am Sechseläutenumzug teilnahm. Die Reitgesellschaft ist seither eng mit der Zunft verbunden. Die Reiter sind alle im Besitz ihrer eigenen Pferde und bestreiten regelmässig grössere Ausritte. Jedes Jahr am Samstag vor dem Bettag nimmt die RGW am Sternritt der Zürcher Zünfte teil. Ebenfalls einen wichtigen Stellenwert haben die jährlichen gemeinsamen Reiterferien.